# 卡路士·比蒙迪球場
卡路士·比蒙迪球場（西班牙語：Estadio Carlos Belmonte）是位於西班牙阿爾巴塞特的多功能體育場，主要用於足球比賽，是阿爾巴塞特足球會的主場。

## 歷史
體育場建於1960年，可容納17,524人，它取代老化的烈士公園體育場（Estadio Parque de los Mártires），並於1960年9月9日舉行首場比賽對陣西維爾，吸引超過12,000名觀眾。體育場最初的容量為10,000人，照明設施於1970年添加，西側於1979年蓋上頂蓋，照明塔也建於1970年代。
1991年升上西甲聯賽後，球場東側建造一個雙層懸臂看台，球場容量增加到14,000人，其中只有一半是有座位。1998年進一步改建移除田徑賽道，並在球場兩端建造兩個開放式座位區。1998年球場西側建造一個新看台，容量增加到17,524人。最後一次對體育場的擴建在2017年，由新的俱樂部所有者Skyline International提供資金支持，並引入新的貴賓看台、新聞室、更衣室和通道。

## 比賽
西班牙國家足球隊自1999年以來在這個球場上進行四場世界盃外圍賽和一場國際友誼賽，並且從未失球。在2013年10月15日進行2014年國際足協世界盃外圍賽最後一場，最終以2-0擊敗格魯吉亞，入球者分別是艾華路·尼格度和桑·馬達。
費蘭度·托利斯在這個球場於2001年效力馬德里體育會期間在一場乙組聯賽對阿爾巴塞特中攻入了他職業生涯的第一個入球。